# Abbazia di Mélinais
L'Abbazia di Mélinais (in francese Abbaye Saint-Jean du Mélinais) è un'antica abbazia di canonici regolari genoveffani a Clefs, nei pressi di La Flèche.

## Biografia
Le origini dell'abbazia risalgono al romitorio fondato nella foresta di Mélinais, presso La Flèche, in diocesi di Angers, da san Reginaldo, già seguace di Roberto d'Arbrissel a Craon. Reginaldo morì tra il 1103 e il 1104 e fu sepolto nella capelletta di San Giovanni, da lui eretta.
Il re d'Inghilterra Enrico II Plantageneto, conte d'Angiò, nel 1182 fece erigere sulla tomba di san Reginaldo un'abbazia di canonici regolari di Sant'Agostino. L'abbazia è menzionata in una bolla di papa Lucio III, che ne confermò i diritti.
Enrico IV ottenne da papa Paolo IV che i beni dell'abbazia venissero utilizzati per finanziare l'erigendo collegio di La Flèche, affidato ai gesuiti, e nel 1607 la mensa abbaziale fu unita al collegio.
L'abbazia di Mélinais nel 1636 si unì alla congregazione francese di Santa Genoveffa dei canonici regolari.
L'abbazia fu chiusa con la rivoluzione francese e venduta.